# Ediciones Acrópolis
Ediciones Acróplis fue una editorial española de historietas, ubicada en Sevilla. Activa entre 1961 y 1963, fue la única de la ciudad, junto a editorial Andaluza, que alcanzó cierta relevancia durante el período clásico del tebeo español.
Lanzó cinco series de cuadernos de aventuras, que solían seguir el modelo de tebeos de éxito como El Jabato o El Capitán Trueno pero no puedo competir con las grandes editoriales.

## Títulos
| Título                  | Año  | Autoría    | Números | Tamaño |
| ----------------------- | ---- | ---------- | ------- | ------ |
| Titán                   | 1961 | F. Ordóñez |         |        |
| Sin Miedo               | 1962 |            |         |        |
| El Tigre de la India    | 1962 | F. Ordóñez |         |        |
| Sharkán!, Hijo del Rayo | 1962 |            |         |        |
| El Caballero Enigma     | 1963 | J. Roldán  |         |        |
| Eddie Cañón             | 1963 |            |         |        |